# Tonto National Monument

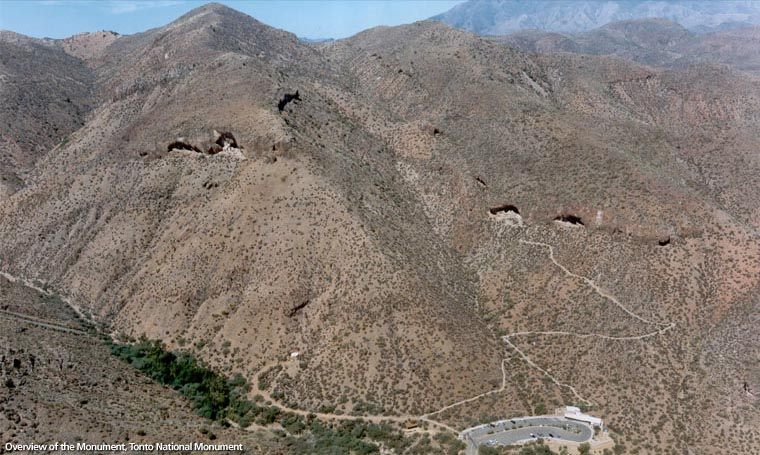
Tonto National Monument

Tonto National Monument to amerykański pomnik narodowy, znajdujący się w stanie Arizona. Na jego obszarze znajdują się ruiny osad wybudowanych przez Indian w pionowym urwisku.
Park został ustanowiony decyzją prezydenta Theodore'a Roosevelta 19 grudnia 1907 roku. W 1937 roku powiększono obszar znajdujący się pod ochroną. Obecnie zajmuje on powierzchnię 4,53 km² i jak wiele innych pomników narodowych zarządzany jest przez National Park Service.